# Синусна теорема
Синусна теорема је формула која се користи за решавање троугла у тригонометрији равни:
{\displaystyle {\frac {a}{\sin A}}={\frac {b}{\sin B}}={\frac {c}{\sin C}},}
где су А, B, C углови наспрам страница a, b, c троугла ABC, односно, то је следећа формула која се користи у сферној тригонометрији за решавање сферног троугла:
{\displaystyle {\frac {\sin a}{\sin A}}={\frac {\sin b}{\sin B}}={\frac {\sin c}{\sin C}}.}

## Тригонометрија у равни
Синусна теорема{\displaystyle {\frac {a}{\sin \alpha }}={\frac {b}{\sin \beta }}={\frac {c}{\sin \gamma }}=2R,} где су {\displaystyle \ a,b,c} странице наспрам углова {\displaystyle \alpha ,\;\beta ,\;\gamma ,} троугла {\displaystyle \ ABC,} а {\displaystyle \ R} полупречник описаног круга.
ДоказОко троугла ABC описана је кружница полупречника R, на слици десно. {\displaystyle CA'=2R} је пречник. Знамо да су периферни углови над истом тетивом {\displaystyle BC=a} једнаки, тј. {\displaystyle \alpha =\angle BAC=\angle BA'C,} те да је периферни угао {\displaystyle \angle CBA'} над пречником CA' прав. У правоуглом троуглу A'BC имамо {\displaystyle \sin \alpha ={\frac {a}{2R}},} а отуда {\displaystyle {\frac {a}{\sin \alpha }}=2R.} Слично добијамо за углове {\displaystyle \beta ,\;\gamma .} Крај доказа.
Теорема 2Симетрала унутрашњег угла троугла дели супротну станицу на делове пропорционалне налеглим странама.
ДоказНа слици (2) лево, дати су троугао ABC и симетрала AD угла С. Симетрала дели угао С на два једнака дела {\displaystyle \angle ACD=\angle DCB=\phi ,\;(\angle C=\gamma =2\phi ).} Означимо угао {\displaystyle \angle ADC=\theta ,} па је {\displaystyle \angle CDB=180^{o}-\theta .} Синуси суплементних углова (који се допуњавају до 180°) су једнаки и према синусној теореми за троуглове ACD и DBC добијамо: {\displaystyle AD:AC=\sin \phi :\sin \theta ,\quad DB:CB=\sin \phi :\sin \theta .} Отуда је {\displaystyle \ AD:AC=DB:CB,} што је и требало доказати. Крај доказа.

### Примери
Синусна теорема се често употребљава за решавање троугла, тј. налажење осталих елемената троугла (страница, углова), када су дати неки од њих. Теорема се састоји од три формуле (једначине), од којих су само две могу употребити у датом задатку. Ми бирамо две једначине које садрже три од познатих величина, а само једну непознату. То значи, да бисмо употребили синусну теорему за решавање троугла, морамо познавати вредности или
- два угла троугла и једну страницу (УСУ), или
- две стране троугла и супротни угао (ССУ).

1. Пример (УСУ)У {\displaystyle \Delta ABC,\;BC=7cm,\;\angle A=41^{o},\;\angle B=62^{o}.} Наћи дужину странице AC.
Решење{\displaystyle {\frac {7}{\sin 41^{o}}}={\frac {b}{\sin 62^{o}}}\Rightarrow b={\frac {7\sin 62^{o}}{\sin 41^{o}}}=9,4208....} Према томе, {\displaystyle AC=9,42} са тачношћу до 3 значајне цифре.
2. Пример (УСУ)У троуглу {\displaystyle ABC,\;AC=15cm,\;\angle A=107^{o},\;\angle B=32^{o}.} Наћи AB.
РешењеДве странице су актуелне b и c, па пре кориштења синусне теореме морамо пронаћи угао С. Из {\displaystyle \angle A+\angle B+\angle C=180^{o},} (в. збир углова у троуглу) следи {\displaystyle \angle C=41^{o}.} Затим, из синусне теореме {\displaystyle {\frac {b}{\sin B}}={\frac {c}{\sin C}},} тј. {\displaystyle {\frac {15}{\sin 32^{o}}}={\frac {c}{\sin 41^{o}}},} добијамо {\displaystyle c={\frac {15\cdot \sin 41^{o}}{\sin 32^{o}}}=18,5705....}
Према томе, страница AB = 18,57 је тачна на 3 значајне цифре.
Размотримо случајеве троугла одређеног са две странице и једним углом.
- Ако је дат угао између две стране, онда је могуће само једно решење, слика (5) десно.
- Ако дати угао није између две стране, тада је понекад могуће конструисати два троугла са датим подацима.
- Размотримо, на пример, троугао где је {\displaystyle \angle A=20^{o},\;b=10,\;a=8.}

Два троугла са овим подацима су дата на слици (5) десно, са оштрим углом и са тупим углом, оба означена са B.
Међутим, нису увек могућа два решења, на пример, ако је {\displaystyle \angle A=20^{o},\;b=6,\;a=8,} онда постоји само један троугао са датим подацима.
- Опште правило је, при употреби синусне теореме за израчунавање угла троугла, веома је важно проверити да ли је могућ тупи угао као једно од решења.

3. Пример (ССУ)У троуглу ABC наћи угао С када је дато {\displaystyle AB=6cm,\;BC=4cm,\;\angle A=36^{o}.}
РешењеТражимо угао из {\displaystyle {\frac {\sin A}{a}}={\frac {\sin C}{c}}\;\Rightarrow \;{\frac {\sin 36^{o}}{4}}={\frac {\sin C}{6}}.} Отуда је {\displaystyle \sin C={\frac {6\cdot \sin 36^{o}}{4}}=0,86036....} Угао чији синус је 0,86... је приближно 59° (до најближег степена), али постоји још један, тупи угао, са истим синусом, тј. 121° (до најближег степена). Такав тупи угао C1 и оштри угао C2, на слици (6) лево, дефинишу два различита троугла AC1B и AC2B са истим почетним подацима. У првом од наведених троуглова угао B је 23°, а у другом 85°, јер је {\displaystyle \angle A+\angle B+\angle C=180^{o}} (в. збир углова у троуглу).
4. Пример (ССУ)У троуглу {\displaystyle XYZ,\;\angle Y=42^{o},\;XZ=10,\;YZ=7.} Наћи угао Х.
РешењеИз синусне теореме {\displaystyle {\frac {\sin X}{x}}={\frac {\sin Y}{y}}\;\Rightarrow \;{\frac {\sin X}{7}}={\frac {\sin 42^{o}}{10}}.}
Отуда {\displaystyle \sin X={\frac {7\cdot \sin 42^{o}}{10}}=0,46839....}
Постоје два угла чији је синус 0,46839..., то су приближно 28° и 152° (до најближег степена). Проверавамо да ли је угао од 152° могућа вредност за угао Х. Дакле {\displaystyle \angle X+\angle Y=152^{o}+42^{o}=194^{o}.} To је више од 180°, што је иначе збир углова у троуглу, па овај угао не долази у обзир. Према томе, једини могући угао темена Х овог овог троугла је 28°.
О чему се заправо радило у последњем примеру (4)? На слици (7) десно видимо да кружница полупречника 10 са центром у Z сече страницу XY у само једној тачки (Х). То упоредимо са претходним примером (3) и сликом (6) где је слична кружница, са полупречником 4 и са центром у B пресекла страницу АС на два места, у тачкама C1 и C2. У том претходном примеру (3), дати угао 36° налази се наспрам мање (4) од датих страница, па подаци ССУ дају два решења. Међутим, у последњем примеру (4), дати угао 42° налази се наспрам веће (10) од датих страница, и подаци ССУ дају само једно решење. Сагласно томе, став ССУ подударности троуглова гласи: два троугла су подударна када су им дате две странице и угао наспрам веће.